# Georges Ronsse
Georges Ronsse (Anvers, 4 de març de 1906 - Anvers, 4 de juliol de 1969) va ser un ciclista belga que fou professional entre 1925 i 1936.
Les seves victòries més destacades foren dos Campionats del món en ruta, el 1928 i 1929. Guanyà nombroses clàssiques: una Lieja-Bastogne-Lieja, una París-Roubaix, tres Bordeus-París i una París-Brussel·les, a banda d'una etapa al Tour de França de 1932.
Quan va guanyar amb dinou anys i cent-i-dos dies Lieja-Bastogne-Lieja era el segon corredor més jove que va guanyar una cursa de l'UCI World Tour.

## Palmarès[2]
- 1925
  - 1r de la Lieja-Bastogne-Lieja
  - 1r a la Copa Sels
- 1927
  - 1r de la París-Roubaix
  - 1r de la Bordeus-París
  - 1r al Grote Scheldeprijs
  - 1r del Circuit del Nord de Bèlgica
- 1928
  -  Campió del món en ruta
  - 1r de la París-Brussel·les
- 1929
  -  Campió del món en ruta
  - Campió de Bèlgica de ciclo-cross
  - 1r de la Bordeus-París
- 1930
  - Campió de Bèlgica de ciclo-cross
  - 1r de la Bordeus-París
  - 1r del Gran Premi Wolber
  - 1r al Premi Nacional de Clausura
  - 1r de l'Anvers-Brussel·les-Anvers
- 1932
  - Vencedor d'una etapa al Tour de França
- 1933
  - Vencedor de dues etapes a la Volta a Bèlgica
- 1934
  - Campió de Bèlgica de mig fons
- 1935
  - Campió de Bèlgica de mig fons
- 1936
  - Campió de Bèlgica de mig fons

### Resultats al Tour de França
- 1932. 5è de la classificació general i vencedor d'una etapa
- 1933. Abandona